# 綠色銀行
綠色銀行（英語：Green bank，有時也稱為綠色投資銀行（green investment bank）、國家投資銀行（state investment bank）、清潔能源金融機構（clean energy finance authority），或是清潔能源金融公司（clean energy finance corporation））是一種金融機構，通常由公共或準公共機構與私營部門合作，採用創新融資技術與新市場開發工具以加快清潔能源技術的應用。綠色銀行利用公共資金作槓桿，以吸引金額更高的私人投資加入開發，這些技術具有商業可行性，但一直難以在應用市場上建立廣泛的影響力。綠色銀行的目的在在降低納稅人的能源成本，刺激私營部門投資與經濟活動，並加速往低碳經濟轉型。
美國的聯邦、州和地方各級都設有綠色銀行。英國、澳大利亞、日本、紐西蘭和馬來西亞也建有國家級銀行，致力於槓桿私人資金進入清潔能源技術活動。迄2023年，全世界的綠色銀行總共已促進約510億美元的清潔能源投資或是投資承諾，牽涉的項目金額有1,429.7億美元。

## 歷史
在美國，綠色銀行概念最初由理德·韓特和肯·柏林（Ken Berlin）兩人共同提出，作為2008年巴拉克·歐巴馬
入主白宮擔任總統，所組成過渡團隊中促進清潔能源發展工作的一部分。類似的概念被納入聯邦排放權交易的修正案中，即於2009年5月推出的《美國清潔能源與安全法案》。聯邦綠色融資立法的配套部分於當時也在美國參議院提出，並得到兩黨的廣泛支持。
當2009年的排放權交易法案最終未能在參議院通過時，美國的綠色銀行倡導者將重點轉向州一級推動。非營利組織佛羅里達州聖露西郡太陽能和能源貸款基金(Solar and Energy Loan Fund of St. Lucie County, Inc.，SELF) 於2010年成立，是美國第一家地方政府級的綠色銀行。康乃狄克州於2011年成立第一家州立綠色銀行，紐約州緊隨其後於2013年成立州立綠色銀行。截至2015財務年度末，康乃狄克州立綠色銀行已提供累積金額大約6.63億美元的專案投資。
美國國會於2022年通過《降低通膨法》，繼而建立一國家綠色銀行，目的在為美國現有和未來的綠色銀行網絡提供資金。
英國於2009年發表兩份報告，主張建立國家支持的基礎設施銀行，為綠色能源專案提供融資。第一份報告的標題為"加速綠色基礎設施融資：英國綠色債券和基礎設施銀行提案概要（Accelerating Green Infrastructure Financing: Outline Proposals for UK Green Bonds and Infrastructure Bank,）"，由私人資產管理公司氣候變化資本與氣候變化智庫E3G於2009年3月發佈。第二份報告的標題為"為英國提供21世紀基礎設施（Delivering a 21st Century Infrastructure for Britain）"，英國保守主義智庫Policy Exchange於2009年9月發佈，報告撰寫者有經濟學家迪特·漢姆、班·科德考特與詹姆士·華德勞|James Wardlaw}} 。

## 綠色銀行基本要素及主要功能

### 基本要素
為清潔能源和綠色基礎設施項目提供融資的機構有不同的類型和風格，但綠色銀行與其他金融機構有幾個關鍵差異：注重技術於商業上的可行性、專用的資本來源、強調槓桿引入私人投資以及政府的涉入。
綠色銀行會優先考慮商業上可行的技術，而非尚在初期階段的創新技術。關注於此，是由於這些可行技術已經歷測試、相關"技術風險"已被降低，以及其為專案提出者有可靠的創造收入能力。綠色銀行通常由具有某種形式政府關係的公共實體運作，且通常由公共來源注資。綠色銀行與商業銀行類似，擁有自有資本，有自己的資產負債表，並可自行舉債。綠色銀行也致力於利用本身資金，促進私人投資者進入清潔能源市場，主要是利用有限的公共資金發揮槓桿作用，引導私人資金進行清潔能源的融資。

### 主要功能

#### 為綠色專案提供資金
綠色銀行在為前期投入成本較高的專案提供財務支援方面具有關鍵性的作用。有助於縮小資金缺口，特別是在經濟衰退期間。這一作用與透過公共融資，把高資本支出相關的結構性障礙解決的概念相同。

#### 降低風險
綠色銀行可在降低低碳專案相關風險方面發揮關鍵作用，而對私人投資者更具吸引力。不同的綠色銀行採用不同的去除風險機制來達到這種目標，例如提供優惠融資或是提供擔保。去除風險的做法不僅可把專案融資成本降低，還可鼓勵私人把資金投入更具挑戰性的專案。

#### 教育作用
綠色銀行無論在其內部或是外部均可發揮教育作用。在內部可培養出專業知識，用以準確評估風險，並將去除風險機制標準化。發展出的知識可在行業內共享，以幫助加入者進行風險評估，並協助技術開發者進行盡責查證，讓專案對潛在資金提供者更具吸引力。

#### 領導作用
綠色銀行作為專案的共同資助者，並建立專業聲譽。當其選擇投資一專案時，就表示其對專案的信任，所發出的訊號吸引原本對專案不感興趣的資金提供者，帶來額外資金，甚至可能因為專案融資份額被超額認購，導致綠色銀行本身的資金受到排擠。

#### 率先（或稱早期推手）角色
綠色銀行通常承擔率先融資創新或新穎專案的風險，以證明這些專案可以成功，其建立的過往記錄可鼓勵私人將資金投入未來類似項目，達到促進創新的目的。

## 市場壁壘
對於借款者而言，雖然清潔能源技術的成本有所下降，但其高昂的前期成本往往導致此類技術缺乏應用吸引力。從歷史記錄中觀察，清潔能源產業一直依靠源自地方稅納稅人繳納而產生的贈款、折扣、租稅扣抵和其他補貼來推動市場發展。
理想的情況是私人貸款機構為業主提供融資，以支付發展清潔能源技術的前期成本（超出補貼所能覆蓋的部分）。但由於資本市場效率不足，以及清潔能源融資方面固有的挑戰，而導致來自私人貸款機構的資金不足。雖然一些私人貸款機構確實有為清潔能源專案提供融資的案例，但通常會收取相對較高的利率，且融資期限會較短。為吸引提供資金者，融資條款應讓專案的每月現金流量超過每月該償還的融資成本。達成這種現金流結構只有在貸款條件與專案能產生的現金收入、利率與相關風險相符的情況下才可行。當私人資本提供的是不利的條件，就會損害專案的經濟可行性。
會導致私人融資短缺的原因有幾種。其一是這類清潔能源融資的歷史相對較短，貸款人可用於參考的數據有限。由於沒有數據和可觀察類似項目的紀錄，貸款者在項目績效和借款者還款模式方面面臨高度的不確定性，而導致這類機構不願進入市場、升高盡責查證成本和/或無可避免的不利貸款條件。
造成此類融資缺口的另一個原因是許多清潔能源專案規模較小，且地點分散。把建築物能源效率升級和裝設屋頂太陽能的專案融資，本質上就會規模較小且分散，相關借款者的金融信用程度也不盡相同。清潔能源專案所具的這類異質性使得私人貸款機構要大規模承做的成本會更高，從貸款機構的角度來看，清潔能源專案的貸款通常不具經濟性。
第三個原因是資本市場缺乏流動性和成熟度，當銀行提供貸款供改進能源轉換效率時，無法確定自己能否將此類貸款出售給另一家銀行（以換取流動性），或是否只能保留在自己的資產負債表上。傳統不動產抵押貸款和汽車貸款機構受益於具有高流動性的房產和汽車貸款二級市場，而這些清潔能源技術類型貸款的二級市場才剛開始發展，通常由別的銀行承接的機率不大。
最後一個因素與人和組織行為有關。銀行要進入這類新市場並開始放貸，必須僱用新員工，提供訓練，制定信用評級標準，且需經歷一段時間之後才能了解市場風險及建立知識庫，此過程將會非常耗時。

## 融資活動
綠色銀行為克服清潔能源市場發展的障礙，會幫助新技術開發者獲得長期低利率貸款。綠色銀行採用的融資技術包括有信用升級、共同投資（co-investment）和證券化（securitization）。

### 信用增級
綠色銀行經常利用信用升級機制來發揮引進私人資金加入的槓桿作用，並緩解有興趣進入市場的私人，但其又擔心技術開發商、交易對手或相關技術缺乏業務記錄的相關風險。信用增強也有助於降低借款者的資金成本，並提高信用機構給予此類債務的評級。

### 共同投資
綠色銀行有時會直接投資於清潔能源項目，以促進額外的私人投資加入，或是改善私人貸款機構的貸款條件。

### 證券化
將針對清潔能源行業的貸款予以證券化可顯著增強私人投資者對於此產業貸放的吸引力。個別的清潔能源專案在其信用品質、地點和技術方面有不同的表現，單獨將其證券化會有規模過小，及成本過高的問題。但將這些貸款捆綁，成為一種投資組合，證券化之後將其出售（或銷售其中的部分），除能創造規模之外，並可將風險分散，而吸引範圍更廣的私人資金進入。綠色銀行可創建貸款組合並將其證券化，讓投資者能在二級市場上收購。綠色銀行可透過信用升級來協助證券化，而增強清潔能源專案融資的市場流動性，最終可降低借款人的資金成本。康乃狄克州綠色銀行完成一項證券化交易，將其4,000萬美元財產評估清潔能源 (Property Assessed Clean Energy，PACE)投資組合中的75%出售給專業金融公司Clean Fund。

## 融資結構
綠色銀行的創新融資技術如果能夠透過穩健的交付機制運作，就會更有效率。這些結構可增強償債的安全性，並讓清潔能源融資的利率得以降低。

### 財產評估清潔能源（PACE）
財產評估清潔能源 (PACE) 融資讓借款者透過繳納財產稅之時一併償還能源升級措施貸款。此過程涉及對財產設定留置權，業主透過財產稅帳單中包含的PACE評估來償還融資。這種方法可降低與貸款相關的違約風險，並為私人借貸提供誘因。由於風險降低，借款者可獲得較低利率以及較長期限（有些長達10至20年）的貸款。當房產出售後，貸款的償還責任由新業主承擔。

### 隨公用事業帳單償貸融資
隨公共事業帳單償貸融資（On-bill financing）讓借款者能夠隨公用事業帳單償還能源升級措施貸款。此與PACE融資類似，這種融資方式為借貸者提供保障，原因為如電力的公用事業服務是生活必需品，全國透過此種償還方式的還款率非常高。由於可因此提高還款的可能性，而吸引私人借貸者加入，並為借款者提供負擔得起的貸款。此外，還款架構可讓借款者善用其於能源效率方面的改善。此外，此種融資及還款由於架構簡單而有吸引力，借貸者隨他們他們所消費的服務一併還款，符合邏輯。

## 市場開發活動
在某些情況下，僅提供清潔能源融資產品並不足以刺激相關活動而達到預期的結果，因而需要開發金融市場以外的活動來倡導。綠色銀行可規劃和執行一系列市場開發活動來培養此塊市場。這些活動可能不會直接涉及貸款，綠色銀行可聘請外部組織來設計和執行這類措施。

### 需求整合
綠色銀行或其合作夥伴可整合消費者對清潔能源專案和融資的需求，以降低工程承包商的客戶取得成本，並讓借貸者得到具有有規模的融資對象。綠色銀行在整合需求的一種有效方法是提供包括整個社區的集體式交易。康乃狄克州綠色銀行（Connecticut Green Bank）與SolarizeCT（Solarize Connecticut，由康乃狄克州政府支持當地居民取得長期，便宜的資金以安裝太陽能光電模組的計畫）已在康乃狄克州成功施行此種做法。

### 承包商培訓
綠色銀行可為承包商安排培訓項目，讓當地清潔能源技術安裝設備者、工程承包者和開發商更為了解各種綠色銀行融資方案，然後能夠利用這些資訊作為有效的銷售工具，擴大其承接項目的規模和數量。確保承包商了解綠色銀行融資是將這些資訊傳達給融資最終用戶（業主）的關鍵方式。

### 再生能源信用融資
創新的再生能源信用 (renewable energy credit ，REC) 融資方法也讓綠色銀行能降低借款者的能源成本。綠色銀行會同意收購特定清潔能源項目產生的REC並將其貨幣化。綠色銀行於取得REC之後，可將其出售給公用事業公司。此舉讓綠色銀行能提供更優惠的融資條件，而公用事業公司可以低於市場的價格大量獲得REC，而降低他們的平均成本，並使他們能夠將節省的成本轉嫁給地方稅納稅人。

### 中央交換所
綠色銀行也充當借貸者和借款者之間的中介。它們為所有與能源相關的線上數據提供中央清算功能，包括有關折扣和融資選項的資訊。此外，他們也為投資者提供技術援助，為承包商提供專案協調服務。綠色銀行因可提高透明度和資源可取得性，可將清潔能源專案資本的供與需之間予以撮合。

## 組織架構與配置
綠色銀行以多種形式存在。可能是新成立的實體，也可能是由現有實體改造而來。綠色銀行可能是政府中的現有及運作中的部門。例如紐約州綠色銀行（New York Green Bank）是紐約州能源研究與發展局 (NYSERDA) 的一個部門。或者綠色銀行可能是準公共機構，例如全資擁有的非營利公共公司，如康乃狄克州綠色銀行即為其中一例，其董事會由政府官員和獨立董事組成。也可採取由政府管理的獨立非營利實體的形式，透過合約或是專門建立一綠色銀行。例如蒙哥馬利郡綠色銀行（Montgomery County Green Bank）是一經郡議會決議成立的非營利組織。

## 資金來源
綠色銀行通常經由公共資本創立，這些資本有多種來源。綠色銀行透過有效管理有限的公共資本，使資金能持續再投資，用於多個清潔能源項目。

### 向地方稅納稅人徵收附加費
州或地方政府可以對其管轄範圍內的能源帳單徵收適度的附加費，並將取得的資金分配給綠色銀行。或政府可重新分配已經存在的附加費，將其中部分交由綠色銀行運用。此種附加費用作綠色銀行的經常性資本來源，每年均會補充。例如康乃狄克州綠色銀行和紐約州綠色銀行有部分資本來自系統福利費。

### 債券發行
綠色銀行也可透過發行債券的方式籌集資金。公共部門發行債券具有免稅的優勢，讓政府和其他公共機構能夠以相對較低的利率為專案籌集資本。綠色銀行的擔保功能為債券投資者提供來自風險較低機構的安全付款金流。相對的，綠色銀行因此取得的資金可及時投入清潔能源專案。

#### 債券種類
- 綠色銀行可透過其所在的州政府提供保證，發行債券來籌集資金。[37]
- 綠色銀行也可透過發行自己提供保證的債券來籌集資金。[37]
- 發行專案債券，以專案的營收潛力作擔保。[37]
- 綠色銀行可透過發行由特定現金流支持的債券來籌措資金，例如地方稅納稅者額外費用或來自拍賣排放權的收益。[37]
- 如果綠色銀行需要額外資金，可將其貸款組合（於資產負債表中的資產）證券化，再於二級市場出售給其他投資者。例如康乃狄克州綠色銀行向清潔基金出售金額有3,000萬美元由增進能源效率的商業貸款支持的債券。[38]
- 對於特定的綠色銀行活動，可發行工業收益債券（英语：Industrial revenue bond）(IRBs)和私人活動債券（英语：private activity bond）（PABs)）來籌集資金。[37]

### 碳定價收入
綠色銀行也可從各種碳定價政策（例如碳稅、碳費和股息（另稱氣候收入）和排放權交易）產生的收入中獲得部分資本。例如紐約州綠色銀行（NYGB）和康乃狄克州綠色銀行（CGB） 透過區域溫室氣體倡議（RGGI）等措施從各自州產生的收入中獲得部分資金。

### 政府直接預算
政府將資金作為經常性預算和撥款流程的一種，直接分配給綠色銀行。

### 重新分配既有資金
在某些情況下，未充分利用或閒置的各式來源的投資基金（包括來自政府、機構投資及私募股權基金等）可用來支持綠色銀行，用於促進清潔能源計劃。

### 退休基金
退休基金可投資由綠色銀行發起的交易或交易組合，參與綠色能源融資，同時有可能獲得投資回報。

### 基金會
基金會可提供贈款給綠色銀行作為開辦費，也可對符合基金會成立宗旨的綠色銀行作相關投資，在支持清潔能源計畫的同時也可能獲得投資回報。

### 社區發展金融機構（CDFI）
社區發展金融機構（CDFI，主要存在於美國，但英國也有）可在參與綠色銀行共同投資或為綠色銀行提供原始資本方面發揮關鍵作用。此外，CDFI可在綠色銀行活動的領域提供專業技術支援。

### 美國聯邦政府
綠色銀行還可從美國境內的聯邦資源取得清潔能源計畫的資金和支持：
- 美國農業部 (USDA) 透過其農村公用事業服務（英语：Rural Utilities Service） (RUS) 計劃，為農村社區的基礎設施項目（包括與能源相關項目）提供資金。[40]RUS提供的資金可供綠色銀行用來為相關專案作融資用途。
- 美國能源部 (DOE) 管理貸款計劃辦公室 (Loan Program Office ，LPO) 等計劃，可為創新型清潔能源公司和專案組合提供資金。[41]綠色銀行可透過建立符合LPO標準的專案組合來利用此種資金。
- 美國國家環境保護局 (EPA) 負責管理州立清潔水循環基金（英语：Clean Water State Revolving Fund） (CWSRF)，CWSRF是項貸款計劃，為各種用水和能源基礎設施項目提供低成本融資。[42]EPA還管理溫室氣體減排基金( Greenhouse Gas Reduction Fund ，GGRF)，這是一項針對小型綠色銀行的競爭性贈款計劃，[43]GGRF為全國各地選定的綠色銀行提供高達140億美元的資金，廣泛用於各式脫碳投資。基金向位於低收入和歷來處於不利地位社區的綠色銀行撥款60億美元，用於類似投資，並向州和地方能源基金撥款70億美元，用於缺乏替代融資選項的社區建立分散式太陽能發電項目。[11][12][13][44][45]EPA將GGRF中前兩項獎勵計劃的截止日期設定為2023年10月12日，[46]第三項計劃的截止日期為2023年9月26日。[47]

## 目前已有的綠色銀行

### 佛羅里達州聖露西郡太陽能和能源貸款基金 (SELF)
SELF成立於2010年，是美國第一家地方性綠色銀行，也是佛羅里達州唯一的非營利綠色銀行。 其成立得益於美國能源部能源效率和節能整筆撥款 (Energy Efficiency and Conservation Block Grant，EECGB) 計劃提供的開辦資金。該機構為美國綠色銀行聯盟（American Green Bank Consortium）的創始成員，有舉足輕重的作用，並且是美國財政部認證的社區發展金融機構（CDFI），而且與機會融資網絡 (Opportunity Finance Network（OFN），為一全國性CDFI網絡) 有合作關係。
SELF與一系列夥伴合作以爭取低成本貸款資金，來源包括銀行的社區再投資法案 (CRA) 項下資金、宗教信仰組織資金、Kiva及CNote等群眾募資平台、健康組織、專案相關投資（PRI）和影響力投資機構。 SELF的宗旨為能源效率、氣候韌性和太陽能技術提供較易取得且負擔得起的資金，特別注重為中低收入 (LMI) 和銀行服務不足的社區提供服務。SELF迄2022年7月已將業務範圍擴大到四個州 - 包括佛羅里達州、喬治亞州、阿拉巴馬州和南卡羅來納州。SELF並將服務延伸到聖彼得斯堡、坦帕、奧蘭多、邁阿密和亞特蘭大等城市。

### 康乃狄克州綠色銀行
康乃狄克州綠色銀行 (CGB) 成立於2011年，是美國第一家綠色銀行。CGB就交易量而言已成為全國最先進的綠色銀行。CGB的前身為康乃狄克州清潔能源基金，最初專注於提供清潔能源投資，而CGB則為一融資實體，具有準公共機構性質，其董事會由政府官員和獨立董事組成。CGB的資金透過系統福利費和康乃狄克州參與區域溫室氣體倡議(RGGI) 交易計畫所產生的收入來維持。此外，CGB可依據其資產負債表自行發行債券來籌集資金。
CGB在成立的最初四年裡已成功推動6.632億美元的清潔能源專案資金投入，其中四分之三來自私營部門。值得注意的是這類清潔能源資金投入的增加與來自納稅人補貼的大幅減少同時發生。顯示CGB在支持清潔能源的同時有減輕納稅人財務負擔的作用。

### 紐約州綠色銀行
紐約州綠色銀行（NYGB）於州長安德魯·古莫任內期間建立，是全美最大的綠色銀行，其創立資金來自將地方稅納稅人附加費重新分配，和頒發排放許可證所產生的收入。紐約州能源研究與發展局 (NYSERDA) 為其設計一為期5年的資本架構，經歷多次注資，總額達到10億美元。NYGB現在是個人員齊全的實體，運作模式為清潔能源融資貸款的批發業務，與康乃狄克州綠色銀行不同，後者的重點在貸款的零售（針對最終借款人）業務。NYGB並不設計具體的融資產品和計劃，而是依靠市場來識別融資需求。
NYGB最近已收到超過10億美元的貸款提案，並已放出約5億美元的專案融資。NYGB的第一批投資於2015年秋季啟動，利用4,900萬美元的公共資本引入1.78億美元的私人資本，槓桿比率超過3:1。

### 紐約市能源效率公司 (NYCEEC)
NYCEEC（為一根據501(c)(3) 設立的非營利組織）於2010年由紐約市政府創立，為美國最早的綠色銀行之一，資金依據《2009年美國復甦與再投資法》取得，於2011年5月開始運作。
NYCEEC專門為各種特定目的提供貸款，包括紐約市以及美國東北部和中大西洋州份地區的能源效率、再生能源、儲存和高效能建築項目。NYCEEC服務於各種房地產領域，包括經濟適用和市場價格的多戶住宅、商業、工業和機構住宅。值得注意的是NYCEEC提供的大部分貸款都針對中低收入 (LMI) 社區。此外，NYCEEC也擔任紐約市商業財產評估清潔能源(NYC C-PACE) 計畫的管理人（計畫於2021年2月啟動）。截至2023年6月，NYCEEC已籌集超過4.3億美元的資金，用於能源效率和清潔能源項目，為430多棟建築提供改善，並為15,000多套經濟適用住房中推廣綠色環境措施。

### 加州CLEEN中心
加州能源和環境需求貸款中心（California Lending for Energy and Environmental Needs Center）設在加州基礎設施和經濟發展銀行（IBank）之下。該中心的旗艦措施之一被稱為全州能源效率計劃 (Statewide Energy Efficiency Program，SWEEP)，致力於為市政當局、大學、學校和醫院的能源效率項目和升級。CLEEN中心專門致力於促進商業項目和升級，經由IBank提供融資。提供的資金額度從50萬美元到3,000萬美元不等。

### 夏威夷綠色基礎設施管理局
夏威夷綠色基礎設施管理局（Hawaii Green Infrastructure Authority）成立於2014年，主要使命是為夏威夷的清潔能源提供開發所需的融資。他們最初的計劃是綠色能源市場證券化 (Green Energy Market Securitization，GEMS) 計劃，透過提供太陽能發電設備租賃融資來滿足中低收入市場的需求。鑑於夏威夷獨特的地理環境，其電力成本高於美國其他地區。太陽能發電設備租賃服務為許多夏威夷房主提供安裝太陽能光電模板的機會，但其在中低收入家庭中的滲透率仍然有限。GEMS計畫可幫助此類家庭進入其歷史上無法企及的市場。

### 羅德島州
羅德島州立法機構於2015年將羅德島清潔用水金融機構（Rhode Island Clean Water Finance Agency，RICWFA）轉變為羅德島基礎設施銀行（Rhode Island Infrastructure Bank ，RIIB）。RIIB提供住宅和商業PACE計劃，以降低消費者的能源成本。 RIIB也設立高效建築基金（Efficient Buildings Fund），目的在為公共建築的能源效率和可再生能源項目提供低成本融資。

### 馬里蘭州蒙哥馬利郡
馬里蘭州蒙哥馬利郡是美國唯一有當地綠色銀行的郡。蒙哥馬利郡綠色銀行 (Montgomery County Green Bank，MCGB) 從Pepco 與艾索倫電力公司（Exelon）合併時的協議中獲得2,000萬美元的資本。

### 馬來西亞
馬來西亞綠色技術融資公司（Green Technology Financing Corporation of Malaysia）於2010年成立，屬於該國國家綠色技術政策的一支。公司根據綠色技術融資計劃（Green Technology Financing Scheme）運作，為綠色技術項目的公司提供2%的利率扣減和60%的融資擔保選項。

### 英國
英國政府於2012年成立英國綠色投資銀行（UK Green Investment Bank（GIB）以吸引私人資金為私部門的環境保護和改善工程提供融資。GIB是家公眾有限公司，由該國商業、創新和技能部 (BIS) 所投資。GIB涉及各種技術，包括能源效率、廢棄物、生物能源、離岸風力發電和陸上再生能源的融資。GIB已承諾向76個國內基礎建設項目投入26億英鎊，引進超過100億英鎊的私人投資。
英國政府於2016年3月宣布有意將GIB轉型為私部門，但目標是保留"特殊股份"，以維護對GIB綠色目標的承諾。GIB於2017年被麥格理銀行合併，更名為綠色投資集團，成為一私人擁有的金融機構，是歐洲最大的綠色基礎設施資金提供者之一。

### 澳大利亞
澳大利亞清潔能源金融公司 (CEFC) 成立於2012年，其使命為促進對再生能源、能源效率和低排放技術的投資。截至2016財務年度年初，CEFC已投入自有資金14億澳元，吸引私部門投資22億澳元。

### 法國
法國於2020年有兩間網路綠色銀行設立
- Helios，與
- Green Got，為比利時PPS EU SA（電子銀行）的子公司

需注意的是此兩家新型網路銀行尚無銀行執照，業務能力受到限制。尚無法與傳統銀行直接競爭。

## 綠色銀行網絡
綠色銀行網絡（Green Bank Network）是一個專注於清潔能源金融解決方案的國際會員組織。此計畫於巴黎舉行的2015年聯合國氣候變化大會上啟動，由美國康乃狄克州及紐約州、澳大利亞、馬來西亞、日本和英國的州或是國家綠色銀行，以及非營利組織自然資源保護委員會 (NRDC) 與綠色資本聯盟（CGC）共同參與 。